# Fondazionalismo
Il fondazionalismo è una teoria della conoscenza che sostiene che vi siano credenze talmente evidenti che non hanno bisogno di essere dimostrate e sulle quali perciò possono legittimamente fondarsi (da qui il termine fondazionalismo) tutte le altre credenze.
Le credenze autoevidenti sono secondo questa teoria incorreggibili, non possono essere soggette a dubbio e in conclusione sono infallibili.

## Tre tipi di fondazionalismo
Un esempio di fondazionalismo lo si ritrova nell'argomentare cartesiano che alla fine del discorso sul metodo arriva alla conclusione che vi sia una verità chiara e distinta, evidente, che può essere assunta come il pilastro di tutte le altre conoscenze.
Accanto a quello di tipo cartesiano, chiamato fondazionalismo "razionalistico", si possono identificare altri due tipi di questa teoria: quello "empiristico" (ad es. empirismo riduzionistico come in David Hume), e quello che si potrebbe definire come "misto" (ad esempio i principi sintetici a priori in Kant dove convivono elementi desunti dall'esperienza ed altri che non fanno riferimento a dati empirici).

## Fondazionalismo e scetticismo radicale
Tra le posizioni che negano la possibilità che vi siano credenze fondanti viene inclusa erroneamente quella dello scetticismo che in realtà non nega che possano esserci delle credenze vere ma piuttosto contesta che la conoscenza di per sé possa pretendere di scoprirle e di porre un'affermazione definitiva fondante.
Da questo punto di vista si connette al dogmatismo lo scetticismo radicale che non nega che vi sia una realtà assoluta ma nega che ci siano strumenti adatti per conoscerla.
Infatti tipico dello scetticismo, e a lui connesso, è il problema della conoscenza inadeguata comunque a cogliere la verità:
«Si può dire che il "problema della conoscenza", nella sua forma tradizionale, è posto, in un certo senso "creato", dallo scetticismo, o dall'atteggiamento scettico in generale […]. Tutti sanno che cos'è lo scetticismo. Esso muove da comuni esperienze conoscitive: le esperienze dell'errore, dell'illusione, del sogno, dell'allucinazione, ecc. Sappiamo bene che spesso ci sbagliamo, e non solo nelle percezioni sensoriali, ma anche nei ragionamenti e persino nei calcoli matematici. Ma, almeno nel momento in cui lo si commette, l'errore (a differenza della menzogna) non è accompagnato dalla consapevolezza del falso: siamo in errore quando pensiamo come vera una cosa falsa. Questa permanente possibilità di errore attuale viene dallo
scetticismo generalizzata all'intero campo della conoscenza. L'esperienza che sbagliamo a volte (o spesso) implica che possiamo sempre sbagliare: lo scettico ne conclude che tutta la conoscenza, come tale, è sospetta.»
Lo scetticismo radicale quindi sostenendo che tutta la conoscenza di per sé è sospetta assume in negativo una posizione di assolutezza sullo stesso piano del fondazionalismo che in positivo sostiene una conoscenza certa e fondata.

## Scetticismo moderato e anti-fondazionalismo
Lo scetticismo "minimale" invece che non nega la possibilità in toto della conoscenza ma rifiuta semplicemente la possibilità di un sapere certo e fondato; in questo senso appare coincidere con l'anti-fondazionalismo che sostiene la legittimità di affermazioni provvisorie e contingenti.
Contro il fondazionalismo si può opporre
- o un dubbio scettico radicale

che però negando in maniera assolutista la stessa possibilità del sapere si pone sullo stesso piano del fondazionalismo che, in modo altrettanto assolutista, afferma dogmaticamente la possibilità di un sapere fondante
- o con un dubbio scettico minimale

che salva la possibilità di una conoscenza contingente ma nega il punto di partenza del fondazionalismo che identifica la conoscenza con una conoscenza certa e fondata.